# Souviens-toi 2012
 (mars 2017).
Si vous disposez d'ouvrages ou d'articles de référence ou si vous connaissez des sites web de qualité traitant du thème abordé ici, merci de compléter l'article en donnant les références utiles à sa vérifiabilité et en les liant à la section « Notes et références ».
Albums de La Ruda
Odéon 10-14
Souviens-toi 2012 est un album live de La Ruda sorti le 1er avril 2016.

## Liste des titres
1. Orange
2. Profession détective
3. Pensées malsaines
4. Le Bruit du bang
5. Souviens-toi 2012
6. Go to the Party
7. Odéon 10-14
8. Tout va bien
9. 1982
10. Cabaret voltage
11. Padam Elvis
12. Tant d'argent dans le monde
13. Que le bon l'emporte
14. Dans la même rue
15. Unis
16. L'École des sous-sols
17. L'Art de la joie
18. La Trajectoire de l'homme canon
19. L'Instinct du meilleur